# Falsicingulidae
Falsicingulidae is een familie van weekdieren uit de klasse van de Gastropoda (slakken).

## Geslacht
- Falsicingula Habe, 1958